# Christa Margot Frohlich
Christa Margot Frohlich (n. en 1943, en Alemania) fue una terrorista alemana, exmiembro de las Células Revolucionarias y posteriormente del grupo liderado por Ilich Ramírez. Fue absuelta en el 2013 después de ser juzgada en Francia en estado de contumacia.

## En la vía del terrorismo
Siendo integrante del "Grupo Carlos", estacionó un coche bomba que explotó en París, el 22 de abril de 1982 en las afueras de la oficina de un periódico editado en árabe, causando la muerte de una francesa embarazada e hiriendo a otras 63 personas. 
Durante un traslado por medio de pasaportes falsos fue detenida en Italia el año 1994, país donde estuvo detenida hasta el año 1996, cuando fue extraditada hacia Francia, donde estaba acusada de intento de asesinato y de participar en un ataque con coche bomba que causó la muerte de una persona en 1982 en París.

## A la espera de juicio
Frohlich fue dejada en libertad condicional, en diciembre de 2000 con prohibición de salida de París y a la espera de un nuevo juicio, ya que la Fiscalía francesa, esperaba la remisión de archivos confidenciales de la Stasi, la antigua policía secreta de la República Democrática de Alemania donde se reflejaban las relaciones de los organismos de seguridad del antiguo Bloque soviético con el grupo de terroristas liderados por Ilich Ramírez.    
El 1 de abril de ese mismo año, violando su libertad condicional y la fianza, Frohlich se trasladó hacia Alemania aprovechando que este país no extradita a sus ciudadanos; sin embargo quedó bajo resguardo de la jurisdicción alemana con medidas cautelares que le impiden salir del país o realizar actividades políticas.
El 7 de noviembre de 2011, se inició en París, un nuevo juicio contra Ilich Ramírez, donde fue acusado de la muerte de 11 personas y cerca de 150 heridos, además de cuantiosos daños materiales entre 1982 y 1983, en territorio francés. En esta nueva oportunidad, fue juzgado por cuatro atentados perpetrados por el Grupo Carlos, a su mando: el estallido de una bomba en un tren que cubría la ruta Toulouse - París, el 29 de marzo de 1982 (cinco muertos); la explosión de un carro bomba frente a la sede de la revista Al Watan Al Arabi, en París el 22 de abril de 1982 (un muerto); un ataque contra la estación de trenes Saint Charles en Marsella (dos muertos) y contra el tren de alta velocidad a Tain (tres muertos), ambos hechos realizados el 31 de diciembre de 1983. Junto a Carlos fueron juzgados otros tres miembros de su grupo: Kamal al Issawi alias "Alí", y los alemanes Christa Margot Frohlich y Johannes Weinrich quien cumplé sentencia de cadena perpetua en su país natal. Al juicio asistieron 51 querellantes civiles, 23 testigos y cuatro expertos.
Luego de escuchar las deliberaciones e informes de testigos fue sentenciado la noche del jueves 15 de diciembre de 2011, a la pena de Cadena Perpetua con un plazo mínimo de 18 años en prisión para poder solicitar cualquier beneficio procesal, la alemana Christa Frohlich resultó absuelta de los cargos. La Fiscalía había solicitado en ausencia una condena de 15 años de prisión, los cuales quedaron sin efecto.

## Nuevamente a juicio y pase a la clandestinidad
Luego de esta sentencia de 2011, la Fiscalía francesa presentó una Apelación la cual fue adherida a la Apelación de Ilich Ramírez, ordenándose un nuevo juicio que se llevaría a cabo entre el 13 de mayo y el 5 de julio de 2013, en Francia.  Con este objeto se libró Orden de Captura contra Frohlich quien en desacato a la ley se ocultó en la clandestinidad, negándose a presentarse a juicio nuevamente.

## Nuevo Juicio y absolución
En mayo de 2013, se inició un nuevo proceso, en el cual a Christa Frohlich el fiscal de la causa solicitó una pena de 20 años. Carlos, ante el tribunal reivindicó “1.500 muertos, 80 de ellos con sus propias manos”, negó, en cambio, toda implicación en esos cuatro atentados, que causaron once muertos y cerca de 150 heridos en París, en dos trenes París-Toulouse y Marsella-París y en una estación ferroviaria de Marsella. La Fiscalía francesa dejó notar que Carlos "seguía siendo el mismo de cuando había ordenado los atentados", para establecer que no había arrepentimiento alguno en sus actos.
El 26 de junio de 2013 el tribunal especial de apelación de Paris confirmó a Ilich Ramírez la sentencia a cadena perpetua, con un mínimo de tiempo de 18 años a partir de la sentencia, para cualquier revisión de medida.
La ex terrorista Frohlich fue absuelta nuevamente y quedó en libertad plena.